# Vermil
Vermil é uma povoação portuguesa do Município de Guimarães que foi sede da extinta Freguesia de Vermil, freguesia que tinha 2,21 km² de área e 1 144 habitantes (2011), e, por isso, uma densidade populacional de 517,6 hab/km².
A Freguesia de Vermil foi extinta em 2013, no âmbito de uma reforma administrativa nacional, para, em conjunto com as Freguesias de Santa Maria de Airão e São João Baptista de Airão, formar uma nova freguesia denominada União das Freguesias de Airão Santa Maria, Airão São João e Vermil com a sede em Santa Maria de Airão.

## População
| População da freguesia de Vermil (1864 – 2011) | População da freguesia de Vermil (1864 – 2011) | População da freguesia de Vermil (1864 – 2011) | População da freguesia de Vermil (1864 – 2011) | População da freguesia de Vermil (1864 – 2011) | População da freguesia de Vermil (1864 – 2011) | População da freguesia de Vermil (1864 – 2011) | População da freguesia de Vermil (1864 – 2011) | População da freguesia de Vermil (1864 – 2011) | População da freguesia de Vermil (1864 – 2011) | População da freguesia de Vermil (1864 – 2011) | População da freguesia de Vermil (1864 – 2011) | População da freguesia de Vermil (1864 – 2011) | População da freguesia de Vermil (1864 – 2011) | População da freguesia de Vermil (1864 – 2011) |
| ---------------------------------------------- | ---------------------------------------------- | ---------------------------------------------- | ---------------------------------------------- | ---------------------------------------------- | ---------------------------------------------- | ---------------------------------------------- | ---------------------------------------------- | ---------------------------------------------- | ---------------------------------------------- | ---------------------------------------------- | ---------------------------------------------- | ---------------------------------------------- | ---------------------------------------------- | ---------------------------------------------- |
| 1864                                           | 1878                                           | 1890                                           | 1900                                           | 1911                                           | 1920                                           | 1930                                           | 1940                                           | 1950                                           | 1960                                           | 1970                                           | 1981                                           | 1991                                           | 2001                                           | 2011                                           |
| 287                                            | 287                                            | 335                                            | 373                                            | 390                                            | 328                                            | 460                                            | 648                                            | 786                                            | 871                                            | 1 028                                          | 1 271                                          | 1 272                                          | 1 352                                          | 1 144                                          |